# Andreibulakhita
L'andreibulakhita o andreybulakhita és un mineral de la classe dels minerals orgànics que pertany al grup de la humboldtina. Rep el nom en honor d'Andrey Glebovich Bulakh (1933–2020), cap del Departament de Mineralogia de la Universitat Estatal de Sant Petersburg i membre honorari de les societats mineralògiques russa (1999) i ucraïnesa (2011), entre d'altres càrrecs.

## Característiques
L'andreibulakhita és un compost orgànic de fórmula química Ni(C₂O₄)(H₂O)₂. Va ser aprovada com a espècie vàlida per l'Associació Mineralògica Internacional en el mes d'agost de l'any 2023, i va ser publicada a la revista internacional European Journal of Mineralogy per Oleg S. Vereshchagin et al. en el mes de febrer de 2025 amb el títol «Andreybulakhite, Ni(C₂O₄)·2H₂O, the first natural nickel oxalate». Cristal·litza en el sistema monoclínic. És l'anàleg de níquel de la humboldtina, la gluixinskita, la katsarosita i la lindbergita.
L'exemplar que va servir per a determinar l'espècie, el que es coneix com a material tipus, es troba conservat a les col·leccions del museu mineralògic de la Universitat Estatal de Sant Petersburg (Rússia), amb el número de catàleg: ML OF-978.

## Formació i jaciments
Va ser descoberta al dipòsit Nud II, situat al plutó de Montxetundra, a l'óblast de Múrmansk (Rússia). Aquest indret és l'únic a tot el planeta on ha estat descrita aquesta espècie mineral.